# Гунтер Закс
Фріц Гунтер Закс (нім. Fritz Gunter Sachs; 14 листопада 1932, Шонунген — 7 травня 2011, Гштад; також Гунтер Закс фон Опель) — німецький фотограф, письменник, промисловець і голова інституту, який досліджував твердження астрології. У юності займався спортом, потім отримав міжнародну популярність як режисер-документаліст, фотограф-документаліст і третій чоловік Бріжит Бардо.

## Ранні роки

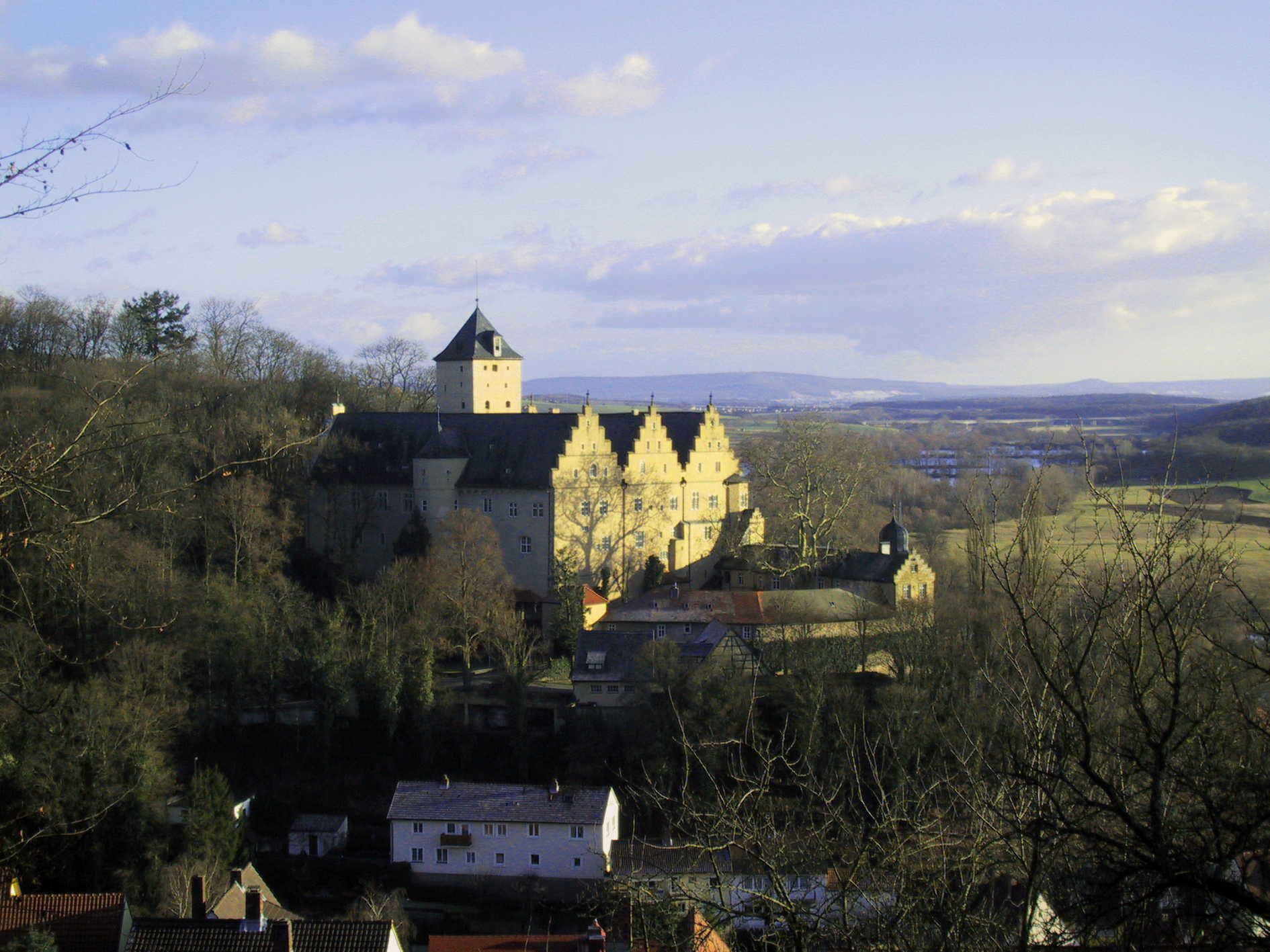
Замок Майнберг поблизу Швайнфурта, місце народження Гунтера Закса

Народився на півдні Німеччини. Його матір'ю була Елеонора, донька Вільгельма фон Опеля, співзасновника автовиробника Opel; його батьком був Віллі Закс, одноосібний власник Fichtel&Sachs, провідного виробника кулькових підшипників у Швайнфурті й одного з найбільших постачальників автомобілів у Німеччині. Батько товаришував з Германом Герінгом і Генріхом Гіммлером. Після війни його заарештували американські військові, але оголосили послідовником і відпустили. Гунтер Закс коментував минуле свого батька в низці публікацій. 1958 році Віллі покінчив життя самогубством, застрелившись. Брат Закса, Ернст Вільгельм, загинув під лавиною 1977 року.
Здобув освіту в Institut auf dem Rosenberg у Санкт-Галлені, Швейцарія. Згодом вивчав математику й економіку.

## Особисте життя
Плейбой, Закс мав романтичні стосунки з іранською королевою Сораєю Есфандіярі. Тричі одружувався. Його перша дружина Анн-Марі Форе померла 1958 року під час операції. На момент весілля йому було 23 роки. Залицявся до майбутньої другої дружини Бріжіт Бардо, пролетівши над її віллою на Французькій Рив'єрі на гелікоптері та скинувши сотні троянд. Пара одружилася 14 липня 1966 року в Лас-Вегасі; вони розлучилися 1969 року. Останній шлюб був зі шведською моделлю Мір'єю Ларссон (якій було 26 років на момент заручин), і тривав з 1969 року до його смерті. Мав сина від першого шлюбу Рольфа Закса (народився 1955 року) та ще двох синів (Крістіана Гуннара та Клауса Александра) від третьої дружини.
На додаток до свого німецького громадянства 1976 року отримав швейцарське.

## Спорт
З 1969 року і до смерті був головою бобслейного клубу Санкт-Моріца. На його честь названо одну з ділянок жолоба у Санкт-Моріці.

## Колекціонер мистецтва
Велика колекція мистецтва Закса складалася з робіт Жана Фотріє, Енді Воргола, Рене Магрітта, Сальвадора Далі, Роя Ліхтенштейна, Тома Вессельманна, Мела Рамоса й Аллена Джонса. Був власником важливих творів школи нового реалізму, зокрема Іва Кляйна, Жана Тінгелі, Армана та Марсіала Рейса. Багато з цих художників брали участь у проєктуванні 1969 року легендарної попарт квартири у вежі готелю Palace у Санкт-Моріці, яка швидко привернула увагу світу мистецтва. З 1967 до 1975 рік Закс разом із принцом Костянтином Баварським співзаснував й очолив асоціацію Музею сучасного мистецтва в Мюнхені (MAM), яка лобіювала будівництво комплексного музею сучасного мистецтва в Мюнхені й організовувала щомісячні виставки в Вілла Штука. Віктор Вазарелі, Георг Базеліц, Гайнц Едельманн, Крісто, Сай Твомблі, Александр Колдер, Гайнц Мак і Жан Тінгуелі, Рой Ліхтенштейн і Готхард Граубнер потрапили до кімнат музею.
1972 року Закс відкрив галерею в Гамбурзі й організував першу європейську виставку свого друга Воргола. 1974 року замовив у нього серію портретів своєї колишньої дружини Бріжіт Бардо. У травні 2006 року Закс продав на аукціоні один з портретів за 3 мільйони доларів. У травні 2012 року сім'я Закса продала частину його колекції попарту та нового реалізму через Сотбі.

## Фотограф

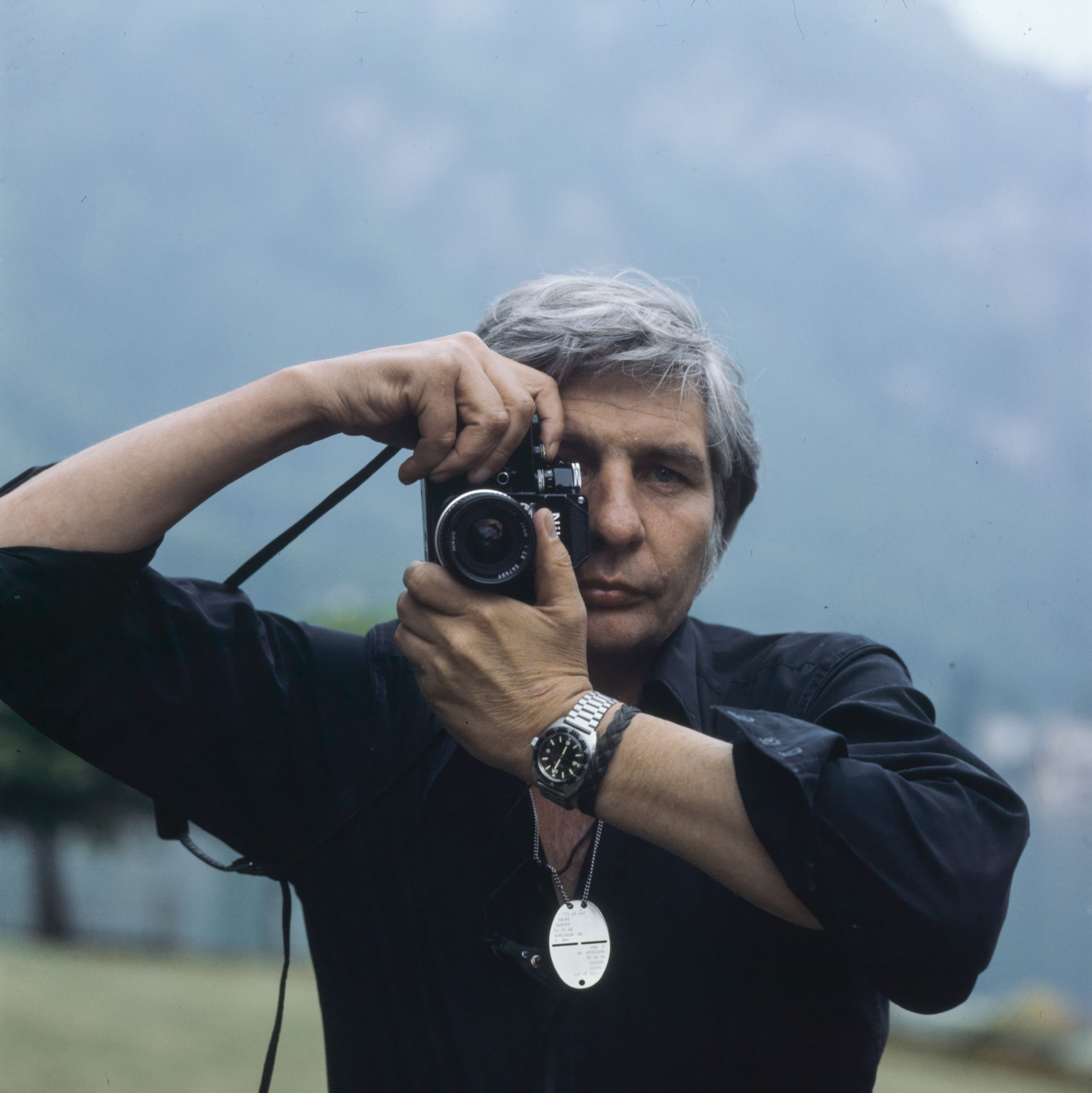
Гунтер Закс (1978)

З 1972 року професійно займався фотографією. Його перша фотографіяв стилі ню 1973 року для французького «Vogue» підняла шум. 1991 року працював з Клаудією Шиффер над серією «Героїні». Отримав міжнародне визнання у 1974 році завдяки спеціальному показу на виставці Photokina, для якої також розробив офіційний плакат виставки. 1976 року нагороджений премією Leica. На «Німецьких днях фотографії» та фотокіні отримав нагороди за «Die Farbe Weiss» (1994) та «Die Farbe Rot» (1995).
У центрі його фотографії сюрреалістичні оголені моделі та пейзажі, які зібрані у не менш ніж семи томах зображень. На початку фотокар'єри експериментував з цифровою фотографією. Кошти від продажу його фотографій та ілюстрованих книжок пішли у фонд Мір'ї Закс, який допомагає нужденним дітям.

## Астрологічні дослідження
Методологія Закса та статистичний аналіз піддалися критиці з боку математиків. Вони знайшли серйозні помилки в усіх частинах і заперечують будь-яку статистичну значущість після необхідних виправлень у його даних.

## Смерть
Вчинив самогубство 7 травня 2011 року, вистріливши в голову у своєму будинку в Гштаді, Швейцарія. У передсмертній записці було зазначено, що він діяв через те, що він назвав «безнадійною хворобою А» (дехто припустив, що це хвороба Альцгеймера). Додавши, що «втрата психічного контролю над моїм життям була негідним станом, якому я вирішив рішуче протистояти».